# こどもの体温
『こどもの体温』（こどものたいおん）は、よしながふみによる日本の漫画作品。

## 概要
一組の父子を主軸としたオムニバスストーリー。『Wings』（新書館）に以下の全5編が掲載された。単行本は全1巻、描き下ろし「たまにあった一日」が収録されている。
- こどもの体温　1997年4月号
- ホームパーティー　1997年9月号
- 僕の見た風景　1997年11・12月号
- 踊る王子様　1998年5月号
- よくある一日　1998年6月号

## あらすじ
こどもの体温
父子家庭ながら、中学1年になる息子はなかなか優秀に上手く育ってくれた、そんなことを考えていたある日、当の息子・紘一から「クラスの子をニンシンさせてしまったかもしれない」と打ち明けられる父親。妻を亡くした時以上にショックを受けた父親だが、何とか平静を保ち、相手の女の子と産婦人科へ行くことになる。
ホームパーティー
紘一の小学校入学を目前に控え、亡き妻の実家を訪れた父親・高紀。毎年見事に咲く庭の桜に話が及ぶと、義父の無計画な花見話が原因で両親が突然口論を始めてしまった。
僕の見た風景
高紀の高校時代の後輩が山岳事故で亡くなった。葬儀会場へ行くと、そこには同じ事故で軽傷だった綾小路と下半身不随になってしまった黒田がいた。後日、綾小路の自宅を訪れると、彼は黒田を自宅に引き取り献身的に世話をし、黒田は「綾小路は自分の足代わりだから足に人格はない」と言って蔑んでいた。
踊る王子様
母の影響でバレエを習っていた少年・轍。校内でもバレエ王子と異名を取るほど普段の所作にまでバレエが染み付いているが、最近の彼はスランプに陥っていた。
よくある一日
中学卒業を目前に控えたある日、紘一は友達の行平との雑談中に初体験の話をサラッと言ってしまった。その場面を初体験の相手の女の子が見ていて……。

## 書籍
『こどもの体温,彼は花園で夢を見る』（白泉社文庫）ISBN 4592888375